# Тернавська сільська рада (Герцаївський район)
Терна́вська сільська́ ра́да — адміністративно-територіальна одиниця та орган місцевого самоврядування в Герцаївському районі Чернівецької області. Адміністративний центр — село Тернавка.

## Загальні відомості
- Населення ради: 4 055 осіб (станом на 2001 рік)

## Населені пункти
Сільській раді підпорядковані населені пункти:
- с. Тернавка
- с. Дяківці

## Склад ради
Рада складається з 20 депутатів та голови.
- Голова ради: Пантя Іван Васильович
- Секретар ради: Апреутес Валерія Петрівна

### Керівний склад попередніх скликань
| Прізвище, ім'я, по батькові | Основні відомості                                                 | Дата обрання | Дата звільнення |
| --------------------------- | ----------------------------------------------------------------- | ------------ | --------------- |
| Бинзар Василь Васильович    | Сільський голова, 1958 року народження, безпартійний              | 26.03.2006   | 01.11.2007      |
| Пантя Іван Васильович       | Сільський голова, 1969 року народження, освіта вища, безпартійний | 16.03.2008   | 31.10.2010      |
| Пантя Іван Васильович       | Сільський голова, 1969 року народження, освіта вища, безпартійний | 31.10.2010   |                 |

Примітка: таблиця складена за даними сайту Верховної Ради України

### Депутати
За результатами місцевих виборів 2010 року:
- Кількість мандатів: 20
- Кількість мандатів, отриманих за результатами виборів: 19
- Кількість мандатів, що залишаються вакантними: 1

#### За суб'єктами висування
| Суб'єкт висування                 | Кількість обраних депутатів | %    |
| --------------------------------- | --------------------------- | ---- |
| Партія регіонів                   | 14                          | 73,7 |
| Політична партія «Сильна Україна» | 4                           | 21,1 |
| Самовисування                     | 1                           | 5,3  |

#### За округами
| № округу                          | Прізвище, ім'я, по батькові    | Дата визнання обраним | Освіта             | Партійна приналежність | Відомості про обраного депутата                                                             |
| --------------------------------- | ------------------------------ | --------------------- | ------------------ | ---------------------- | ------------------------------------------------------------------------------------------- |
| Партія регіонів                   |                                |                       |                    |                        |                                                                                             |
| 1                                 | Медведь Роман Георгійович      | 03.11.2010            | середня            | позапартійний          | тимчасово не працює                                                                         |
| 2                                 | Апреутес Валерія Петрівна      | 03.11.2010            | вища               | позапартійна           | Тернавська сільська рада, секретар                                                          |
| 4                                 | Абутнаріца Костянтин Тодорович | 03.11.2010            | вища               | позапартійний          | Герцаївська районна лікарня ветеринарної медицини, ветеринарний лікар                       |
| 5                                 | Мафтей Ілля Георгійович        | 03.11.2010            | середня            | позапартійний          | Герцаївська санітарно-епідеміологічна станція, завідувач господарства                       |
| 6                                 | Тутунару Василь Іванович       | 03.11.2010            | вища               | позапартійний          | Герцаївський ліцей, вчитель                                                                 |
| 7                                 | Івашку Євгенія Костянтинівна   | 03.11.2010            | вища               | позапартійна           | тимчасово не працює                                                                         |
| 8                                 | Віцелару Тамара Яківна         | 03.11.2010            | вища               | позапартійна           | Тернавський навчально-виховний комплекс, вчитель                                            |
| 12                                | Бордіану Тодор Тодорович       | 03.11.2010            | середня спеціальна | член Партії регіонів   | Тернавський навчально-виховний комплекс                                                     |
| 13                                | Іовиця Віоріка Михайлівна      | 03.11.2010            | вища               | позапартійна           | Відділ освіти Герцаївської районної державної адміністрації, заступник головного бухгалтера |
| 14                                | Онофрієсе Михайло Михайлович   | 03.11.2010            | вища               | позапартійний          | Герцаївська районна рада ветеранів та інвалідів, голова                                     |
| 15                                | Криган Марин Михайлович        | 03.11.2010            | вища               | позапартійний          | Відділ освіти Герцаївської районної державної адміністрації, головний бухгалтер             |
| 17                                | Алукі Віоріка Георгіївна       | 03.11.2010            | середня спеціальна | член Партії регіонів   | Дяківецький навчально-виховний комплекс, вихователь                                         |
| 18                                | Карабуш Петро Костянтинович    | 03.11.2010            | середня            | позапартійний          | приватний підприємець                                                                       |
| 20                                | Назарій Георгій Тодорович      | 03.11.2010            | середня            | позапартійний          | Тернавське лісництво, лісник                                                                |
| Політична партія «Сильна Україна» |                                |                       |                    |                        |                                                                                             |
| 9                                 | Роман Тодор Іванович           | 03.11.2010            | середня            | позапартійний          | тимчасово не працює                                                                         |
| 10                                | Мафтей Василь Георгійович      | 03.11.2010            | середня            | позапартійний          | тимчасово не працює                                                                         |
| 16                                | Павел Іван Васильович          | 03.11.2010            | середня            | позапартійний          | тимчасово не працює                                                                         |
| 19                                | Бодайку Микола Михайлович      | 03.11.2010            | середня            | позапартійний          | тимчасово не працює                                                                         |
| Самовисування                     |                                |                       |                    |                        |                                                                                             |
| 11                                | Георгіу Марія Пантилиївна      | 03.11.2010            | вища               | позапартійна           | приватний підприємець                                                                       |